# Variável Beta Cephei
Variáveis Beta Cephei são estrelas variáveis que exibem variáveis no brilho devido a pulsações nas superfícies das estrelas. O ponto de brilho máximo corresponde à contração máxima da estrela. Tipicamente, variáveis Beta Cephei mudam a magnitude aparente por 0,01 a 0,3 com períodos de 0,1 a 0,6 dias. Essas estrelas geralmente são da sequência principal e têm massas entre 7 e 20 massas solares.
O protótipo desse tipo de estrelas, Beta Cephei, apresenta variações na magnitude aparente em 0,22 e tem um período de 4,57 horas.
Essas estrelas não devem ser confundidas com cefeidas, que são nomeadas a partir de Delta Cephei.